# Ruth Selwyn
Pour les articles homonymes, voir Selwyn.
Ruth Selwyn, née Ruth Virginia Wilcox le 6 novembre 1905 à Tazewell et morte le 13 décembre 1954 à  Hollywood, est une productrice de théâtre et actrice américaine.

## Jeunesse et éducation
Ruth Wilcox naît à Tazewell, en Virginie et grandit à Morgantown, en Virginie-Occidentale. Elle est la fille de James Columbus Wilcox et de Martha McLeod Wilcox. Son père est optométriste et bijoutier. Son frère est le réalisateur de cinéma et de télévision Fred M. Wilcox. Sa sœur Pansy Wilcox a épousé le directeur du studio de cinéma Nicholas Schenck.

## Carrière
Elle est la fois actrice et productrice de théâtre. Elle produit plusieurs comédies et de comédies musicales à Broadway. En 1930, elle produit The 9:15 Revue avec des scénaristes et des interprètes notoires comme Anita Loos, Ring Lardner, Ira Gershwin, George Gershwin, Harold Arlen, Eddie Cantor, Ruth Etting et Leslie Howard. Malgré la présence de ces stars, le spectacle s'achève après cinq représentations. Bachelor Born, qu'elle produit en 1938 avec Milton Shubert, est joué pendant plus d'un an avec 400 représentations et effectue une tournée nationale. Sa dernière production à Broadway est Walk With Music (1940), avec une musique de Hoagy Carmichael et des paroles de Johnny Mercer.
Elle a également contribué au développement de Palm Springs où elle possédait le Red Roof Ranch,.
Elle s'est mariée trois fois. Avec Russell Martin Snyder en 1922, ils divorcent en 1925. Ils ont un fils, Russell. Son deuxième époux est le réalisateur de cinéma Edgar Selwyn ; ils se marient en 1926 et il adopte son fils. Ils divorcent en 1938. Elle épouse l'acteur d'origine irlandaise John Warburton en 1943, ils divorcent en 1948.
Ruth Selwyn meurt à Hollywood le 13 décembre 1954 et est inhumée au Forest Lawn Memorial Park, Glendale, Californie ; elle avait 49 ans,,.

## Filmographie
- Polly of the Circus (1932)
- The Trial of Vivienne Ware (en) (1932)
- New Morals for Old (en) (1932)
- Speak Easily (1932)
- Men Must Fight (en) (1933)[15]
- Fugitive Lovers (1934)
- Baby Face Harrington (1935)